# 공주 영은사 청동범종
공주 영은사 청동범종(公州 靈隱寺 靑銅梵鐘)은 대한민국 충청남도 공주시 영은사에 있는 조선시대의 법종이다. 2001년 6월 30일 충청남도의 유형문화재 제161호로 지정되었다.

## 개요
공산성(公山城) 내의 영은사(靈隱寺)에 있는 조선시대의 범종이다. 영은사는 19세기에 편찬된 『공산지(公山誌)』에 따르면 백제시대에 창건되었다고 하나 절 주변에 흩어져 있는 석탑 재료가 고려 초기의 유물이므로 그때 창건되었을 것으로 추정된다. 또 일설에는 조선 세조 4년(1458) 세조의 명으로 창건되었다고도 한다.
영은사 범종의 종신부(鐘身部)에는 주종기(鑄鐘記)가 있어 종의 제작연대와 만든 장소, 장인을 알 수 있다. 이 주종기에 따르면, 1715년 3월 충청남도 서산 문수사(文殊寺)에서 조성하였으며, 사용된 청동의 무게는 150근이고, 현해(玄海)·사익(思益) 등의 장인에 의해 만들어진 것이다.
종신(鍾身)의 윗부분에는 매우 사실적으로 표현된 한 마리의 용(龍)이 종신을 들어 올리는 모양의 용누(龍鈕)가 있다. 상대(上帶)에는 32자의 범자(梵字)를 새겼고, 상대 밑에는 4개소에 유곽(乳廓)을 배치하고, 그 안으로 9개의 유두(乳頭)와 8엽의 연화무늬 유좌(乳座)를 볼록하게 장식하였다. 유곽 사이에는 합장하고 있는 모습의 보살상을 새겨 놓았다.

## 참고 자료
- 공주영은사청동범종 - 국가유산청 국가유산포털